# Будівництво 201 і ВТТ
Будівництво 201 (рос. СТРОИТЕЛЬСТВО 201, Николаевский ИТЛ) — підрозділ, що діяв в структурі Головного управління виправно-трудових таборів Народного комісаріату внутрішніх справ СРСР (ГУЛАГ НКВД).

## Історія
Будівництво 201 виділено в самостійний підрозділ у структурі НКВС СРСР в квітні 1939 року на базі розформованого в тому ж році Дальлага. Управління Будівництва 201 розташовувалося в місті Миколаївськ-на-Амурі, Хабаровського краю. В оперативному командуванні він підпорядковувався спочатку Управлінню виправно — трудових таборів і колоній Управління НКВС по Хабаровському краю (УІТЛК УНКВС Хабаровського краю), потім з 1941 року Головному управлінню таборів гідротехнічного будівництва (ГУЛГТС НКВД) і з 1942 року Головному управлінню таборів промислового будівництва (ГУЛПС НКВД).
У 1942 році промислові потужності Будівництва 201 були передані в розпорядження Народного комісаріату річкового флоту, а табір розформовано.
Максимальна одноразова кількість ув'язнених могло становити більше 5500 чоловік.

## Виконувані роботи
- поліпшення судноплавних умов нижньої течії Амура на ділянці від м. Комсомольська до м. Миколаївська,
- забезпечення судноплавних глибин на Східному фарватері лиману Амура і на Сахалінському фарватері (по Татарській протоці), на підходах до Миколаївського порту,
- будівництво судоремонтного заводу, порту, дока, будинків,
- обслуговування цегельного заводу, лісозаводу, кар'єрів, лісозаготівлі, будівництво днопоглиблювальних снарядів і дерев'яних суден в Хабаровську.